# Plegadis
Genre
Plegadis est un genre d'oiseaux de la famille des Threskiornithidae.

## Liste d'espèces
D'après la classification de référence (version 14.1, 2024) de l'Union internationale des ornithologues, il y a 3 espèces du genre Plegadis (ordre philogénique) :
- Plegadis falcinellus (Linnaeus, 1766) – Ibis falcinelle ;
- Plegadis chihi (Vieillot, 1817) – Ibis à face blanche ;
- Plegadis ridgwayi (Allen, 1876) – Ibis de Ridgway.